# Färöische Fußballmeisterschaft 1997
Die Färöische Fußballmeisterschaft 1997 wurde in der 1. Deild genannten ersten färöischen Liga ausgetragen und war insgesamt die 55. Saison. Sie startete am 25. April 1997 und endete am 4. Oktober 1997.
Aufsteiger NSÍ Runavík kehrte nach einem Jahr in die höchste Spielklasse zurück. Meister wurde B36 Tórshavn, die den Titel somit zum sechsten Mal erringen konnten. Titelverteidiger GÍ Gøta landete auf dem dritten Platz. Absteigen mussten hingegen FS Vágar nach drei Jahren und B71 Sandur nach sechs Jahren Erstklassigkeit.
Im Vergleich zur Vorsaison verbesserte sich die Torquote auf 3,88 pro Spiel, was den höchsten Schnitt seit 1976 bedeutete. Den höchsten Sieg erzielte HB Tórshavn mit einem 9:0 im Auswärtsspiel gegen B71 Sandur am 13. Spieltag. Das torreichste Spiel gab es mit einem 8:3 zwischen B36 Tórshavn und ÍF Fuglafjørður am fünften Spieltag.

## Modus
In der 1. Deild spielte jede Mannschaft an 18 Spieltagen jeweils zwei Mal gegen jede andere. Die punktbeste Mannschaft zu Saisonende stand als Meister dieser Liga fest, die letzte Mannschaft stieg in die 2. Deild ab. Der Neuntplatzierte musste zudem noch zwei Relegationsspiele gegen den Zweitplatzierten der 2. Deild um den Verbleib in der 1. Deild austragen.

## Saisonverlauf

### Meisterschaftsentscheidung
B36 Tórshavn spielte von Beginn an oben mit. Die ersten sieben Saisonspiele wurden allesamt gewonnen, ab dem zweiten Spieltag wurde der erste Platz belegt und über die gesamte Saison nicht mehr abgegeben. Am achten Spieltag kassierte B36 die erste Niederlage gegen den direkten Verfolger und Lokalrivalen HB Tórshavn, das Auswärtsspiel wurde hierbei mit 0:1 verloren. Der Abstand konnte so von sechs auf drei Punkte halbiert werden. Nach acht Siegen in Folge wurde das nächste Spiel gegen HB erneut verloren, diesmal mit 2:3. Die Meisterschaft wurde jedoch schon am Spieltag zuvor entschieden. Der Zweitplatzierte HB Tórshavn gewann hierbei am 16. Spieltag sein Spiel mit 6:2 gegen FS Vágar. Da jedoch auch B36 Tórshavn sein Spiel mit 2:1 bei VB Vágur gewinnen konnte, stand B36 somit vorzeitig als Meister fest.

### Abstiegskampf
FS Vágar und B71 Sandur machten die beiden letzten Plätze unter sich aus und belegten diese auch ab dem zweiten Spieltag durchgängig. B71 Sandur blieb die ersten sieben Spiele sieglos, das achte Spiel wurde mit 1:0 gegen FS Vágar gewonnen. Diese wiederum verlor die ersten zehn Saisonspiele und konnten erst am 13. Spieltag mit einem 4:2 im Heimspiel gegen ÍF Fuglafjørður den ersten Sieg feiern. Ein weiterer Erfolg gelang am 15. Spieltag mit einem 1:0 gegen VB Vágur, was zum Platztausch mit B71 Sandur führte, die ihrerseits mit 1:2 gegen B68 Toftir verloren. Somit stand auch fest, dass der achte Platz für beide Mannschaften nicht mehr erreicht werden konnte. Die endgültige Entscheidung um den direkten Absteiger sowie den Relegationsteilnehmer fiel erst am letzten Spieltag. FS Vágar spielte 2:2 bei GÍ Gøta und blieb somit auf dem neunten Platz, da B71 Sandur sein Spiel mit 3:6 gegen B36 Tórshavn verlor. B71 lag schon zur Pause mit 0:4 zurück und konnte erst in der Schlussviertelstunde eigene Treffer erzielen. FS Vágar hingegen kassierte erst in der 83. Minute den Ausgleich.

## Abschlusstabelle
| Pl. | Verein          | Sp. | S  | U | N  | Tore    | Diff. | Punkte |
| --- | --------------- | --- | -- | - | -- | ------- | ----- | ------ |
| 1.  | B36 Tórshavn    | 18  | 16 | 0 | 2  | 058:240 | +34   | 48     |
| 2.  | HB Tórshavn     | 18  | 12 | 5 | 1  | 061:190 | +42   | 41     |
| 3.  | GÍ Gøta (M, P)  | 18  | 10 | 5 | 3  | 046:250 | +21   | 35     |
| 4.  | VB Vágur        | 18  | 11 | 2 | 5  | 032:180 | +14   | 35     |
| 5.  | KÍ Klaksvík     | 18  | 8  | 2 | 8  | 048:310 | +17   | 26     |
| 6.  | NSÍ Runavík (N) | 18  | 6  | 4 | 8  | 026:330 | −7    | 22     |
| 7.  | ÍF Fuglafjørður | 18  | 5  | 2 | 11 | 027:500 | −23   | 17     |
| 8.  | B68 Toftir      | 18  | 4  | 3 | 11 | 023:400 | −17   | 15     |
| 9.  | FS Vágar        | 18  | 2  | 3 | 13 | 016:530 | −37   | 09     |
| 10. | B71 Sandur      | 18  | 1  | 4 | 13 | 012:560 | −44   | 07     |

Platzierungskriterien: 1. Punkte – 2. Tordifferenz – 3. geschossene Tore

| (M) | Meister des Vorjahrs           |
| (P) | Pokalsieger des Vorjahrs       |
| (N) | Neuaufsteiger aus der 2. Deild |

## Spiele und Ergebnisse
|                 | B36 | B68 | B71 | FSV | GÍ  | HB  | ÍF  | KÍ  | NSÍ | VB  |
| --------------- | --- | --- | --- | --- | --- | --- | --- | --- | --- | --- |
| B36 Tórshavn    |     | 2:1 | 6:1 | 4:2 | 5:2 | 2:3 | 8:3 | 2:1 | 3:2 | 4:0 |
| B68 Toftir      | 0:3 |     | 0:0 | 5:1 | 1:4 | 2:5 | 1:3 | 1:2 | 0:2 | 0:1 |
| B71 Sandur      | 3:6 | 1:2 |     | 1:0 | 0:1 | 0:9 | 1:2 | 0:5 | 1:1 | 0:2 |
| FS Vágar        | 0:1 | 1:2 | 0:0 |     | 0:4 | 0:7 | 4:2 | 1:1 | 1:3 | 1:0 |
| GÍ Gøta         | 0:2 | 1:1 | 7:1 | 2:2 |     | 1:1 | 3:1 | 4:2 | 2:0 | 4:1 |
| HB Tórshavn     | 1:0 | 6:1 | 5:0 | 6:2 | 2:0 |     | 3:3 | 3:0 | 2:2 | 1:2 |
| ÍF Fuglafjørður | 1:2 | 1:3 | 0:0 | 3:0 | 0:4 | 2:3 |     | 1:9 | 0:2 | 0:3 |
| KÍ Klaksvík     | 2:4 | 2:2 | 5:2 | 6:0 | 4:5 | 0:2 | 0:1 |     | 4:0 | 3:2 |
| NSÍ Runavík     | 1:2 | 2:1 | 3:1 | 2:0 | 2:2 | 1:1 | 2:4 | 0:2 |     | 1:4 |
| VB Vágur        | 1:2 | 3:0 | 2:0 | 4:1 | 1:1 | 1:1 | 2:0 | 1:0 | 3:0 |     |

## Relegation
Die beiden Relegationsspiele zwischen dem Neunten der 1. Deild und dem Zweiten der 2. Deild wurden am 11. und 19. Oktober 1997 ausgetragen.
| Datum                                    |             | Ergebnis  |             | Torschützen |
| ---------------------------------------- | ----------- | --------- | ----------- | --- |
| 11. Oktober 1997                         | FS Vágar    | 1:3 (1:2) | TB Tvøroyri | 0:1 Aleksandar Radosavljevic (8.), 0:2 Eyðun Svalbard (20.), 1:2 Bjarni Prior (41.), 1:3 Aleksandar Radosavljevic (65.) |
| 19. Oktober 1997                         | TB Tvøroyri | 0:1 (0:1) | FS Vágar    | 0:1 Jonhard Joensen (25.)                                                                                               |
| Gesamt:                                  | FS Vágar    | 2:3       | TB Tvøroyri | |
| Damit stieg FS Vágar in die 2. Deild ab. |             |           |             | |

## Torschützenliste
Bei gleicher Anzahl von Treffern sind die Spieler nach dem Nachnamen alphabetisch geordnet.
| Platz | Spieler              | Mannschaft   | Tore |
| ----- | -------------------- | ------------ | ---- |
| 1     | Uni Arge             | HB Tórshavn  | 24   |
| 2     | Henning Jarnskor     | GÍ Gøta      | 16   |
| 2     | John Petersen        | B36 Tórshavn | 16   |
| 4     | Kurt Mørkøre         | KÍ Klaksvík  | 12   |
| 5     | Pól Thorsteinsson    | VB Vágur     | 10   |
| 6     | Heðin á Lakjuni      | KÍ Klaksvík  | 09   |
| 7     | Jens Kristian Hansen | B36 Tórshavn | 08   |
| 7     | Óli Hansen           | NSÍ Runavík  | 08   |
| 7     | Óli Johannesen       | B36 Tórshavn | 08   |
| 7     | Julian Johnsson      | B36 Tórshavn | 08   |
| 7     | Gunnar Mohr          | HB Tórshavn  | 08   |

Dies war nach 1993 der zweite Titel für Uni Arge.

## Trainer
| Mannschaft      | Trainer          | Spieltage |
| --------------- | ---------------- | --------- |
| B36 Tórshavn    | Tomislav Sivić   | 01–18     |
| B68 Toftir      | Mihajlo Djuran   | 01–18     |
| B71 Sandur      | Eli Hentze       | 01–18     |
| FS Vágar        | Piotr Krakowski  | 01–18     |
| GÍ Gøta         | Páll Guðlaugsson | 01–18     |
| HB Tórshavn     | Jóhan Nielsen    | 01–06     |
| HB Tórshavn     | Oddbjørn Joensen | 07–18     |
| ÍF Fuglafjørður | Petur Simonsen   | 01–18     |
| KÍ Klaksvík     | Jóannes Jakobsen | 01–18     |
| NSÍ Runavík     | Petur Mohr       | 01–18     |
| VB Vágur        | Milan Milanović  | 01–18     |

Lediglich HB Tórshavn wechselte den Trainer aus, hierbei wurde eine Verbesserung um eine Position auf den zweiten Platz erzielt.

## Spielstätten
In Klammern sind bei mehreren aufgeführten Stadien die Anzahl der dort ausgetragenen Spiele angegeben.
| Mannschaft      | Stadion         | Spielort     |
| --------------- | --------------- | ------------ |
| B36 Tórshavn    | Gundadalur      | Tórshavn     |
| B68 Toftir      | Svangaskarð     | Toftir       |
| B71 Sandur      | Inni í Dal      | Sandur       |
| FS Vágar        | Valloyran (4)   | Sandavágur   |
| FS Vágar        | Við Kirkjar (5) | Miðvágur     |
| GÍ Gøta         | Sarpugerði      | Norðragøta   |
| HB Tórshavn     | Gundadalur      | Tórshavn     |
| ÍF Fuglafjørður | Í Fløtugerði    | Fuglafjørður |
| KÍ Klaksvík     | Við Djúpumýrar  | Klaksvík     |
| NSÍ Runavík     | Við Løkin       | Runavík      |
| VB Vágur        | Á Eiðinum       | Vágur        |

## Schiedsrichter
Folgende Schiedsrichter leiteten die 90 Erstligaspiele:
| Name                 | Stammverein    | Spiele |
| -------------------- | -------------- | ------ |
| Niklas á Líðarenda   | GÍ Gøta        | 15     |
| Oddmar Andreasen     | HB Tórshavn    | 12 1   |
| Lassin Isaksen       | KÍ Klaksvík    | 12 1   |
| Birgir Sondum        | B36 Tórshavn   | 11     |
| Kim Ejdesgaard       | Fram Tórshavn  | 10     |
| Jóhan Carl Dam       | HB Tórshavn    | 09     |
| Bergur Magnussen     | EB/Streymur    | 09     |
| Petur Erhard Kjærbo  | SÍ Sumba       | 07     |
| Sune Johansen        | SÍF Sandavágur | 03     |
| Jens Petur Brattalíð | VB Vágur       | 01     |
| Petur Skarðenni      | LÍF Leirvík    | 01     |

## Die Meistermannschaft
In Klammern sind die Anzahl der Einsätze sowie die dabei erzielten Tore genannt.
| 1. | B36 Tórshavn |
|    | Jákup á Borg (15/2) \| Sigfríður S. Clementsen (13/7) \| John Heri Dam (12/0) \| Arnbjørn Danielsen (16/0) \| Jan Guttesen (14/0) \| Jens Kristian Hansen (17/8) \| Tummas Eli Hansen (16/0) \| Carl H. Høgnesen (12/2) \| Egin H. Høgnesen (18/0) \| Herbert í Lon Jacobsen (2/0) \| Djóni N. Joensen (14/0) \| Óli Johannesen (15/8) \| Dánjal Petur Johansen (11/0) \| Julian Johnsson (16/8) \| Allan Manai (9/1) \| Finn Mørk (3/0) \| Gunnar Nielsen (3/0) \| John Petersen (16/16) \| Ronnie Samuelsen (9/2) \| Tomislav Sivić (12/3) ohne Einsatz: Dánjal Bærentsen \| Jørgin Meitilberg \| Magnus Emil Poulsen - Trainer: Tomislav Sivić |

## Nationaler Pokal
Im Landespokal gewann GÍ Gøta mit 6:0 gegen VB Vágur. Meister B36 Tórshavn schied im Halbfinale mit 1:2 und 0:1 gegen VB Vágur aus.

## Europapokal
1997/98 spielte GÍ Gøta als Meister des Vorjahres in der Qualifikation zur Champions League gegen Glasgow Rangers (Schottland). Das Hinspiel wurde mit 0:5 verloren, das Rückspiel mit 0:6.
KÍ Klaksvík spielte in der Qualifikation zum UEFA-Pokal und schied dort gegen Újpest FC (Ungarn) mit 0:6 und 2:3 aus.
HB Tórshavn spielte als Pokalfinalist des Vorjahres in der Qualifikation zum Europapokal der Pokalsieger. Im Heimspiel gegen APOEL Nikosia (Zypern) konnte ein 1:1 erreicht werden, das Rückspiel wurde jedoch mit 0:6 verloren.
B36 Tórshavn nahm am UI-Cup teil. In der Gruppenphase verlor B36 0:5 gegen KRC Genk (Belgien), 0:5 bei Stabæk Fotball (Norwegen), 0:1 gegen Dynamo Moskau (Russland) und 2:4 bei Panachaiki (Griechenland).